# Cantó de Corrèsa
El cantó de Corresa és un cantó francès del departament de la Corresa, situat al districte de Tula. Té 9 municipis i el cap és Corrèsa.

## Municipis
- Bar
- Chalmelh
- Corrèsa
- Airent
- Mairinhac
- Orlhac de Bar
- Sent Augustin
- Serran
- Vitrac de Montana

## Història
| Data d'elecció                           | Identitat         | Partit           | Qualitat |
| ---------------------------------------- | ----------------- | ---------------- | -------- |
| 1970-1979                                | Henri Benassy     | Divers droite    |          |
| 1979-                                    | Bernadette Chirac | RPR, després UMP |          |
| les dades anteriors no són pas conegudes |                   |                  |          |
|                                          |                   |                  |          |

## Demografia
| 1962  | 1968  | 1975  | 1982  | 1990  | 1999  | 2006  |
| ----- | ----- | ----- | ----- | ----- | ----- | ----- |
| 4.227 | 4.630 | 4.207 | 3.790 | 3.404 | 3.321 | 3.448 |